# 118 Peitho
118 Peitho је астероид главног астероидног појаса. Приближан пречник астероида је 41,73 km,
а средња удаљеност астероида од Сунца износи 2,436 астрономских јединица (АЈ).
Инклинација (нагиб) орбите у односу на раван еклиптике је 7,743 степени, а орбитални период износи 1389,054 дана (3,803 године). Ексцентрицитет орбите астероида износи 0,164.
Апсолутна магнитуда астероида износи 9,14 а геометријски албедо 0,224.
Астероид је откривен 15. марта 1872. године.